# Representation of the People Act 1918

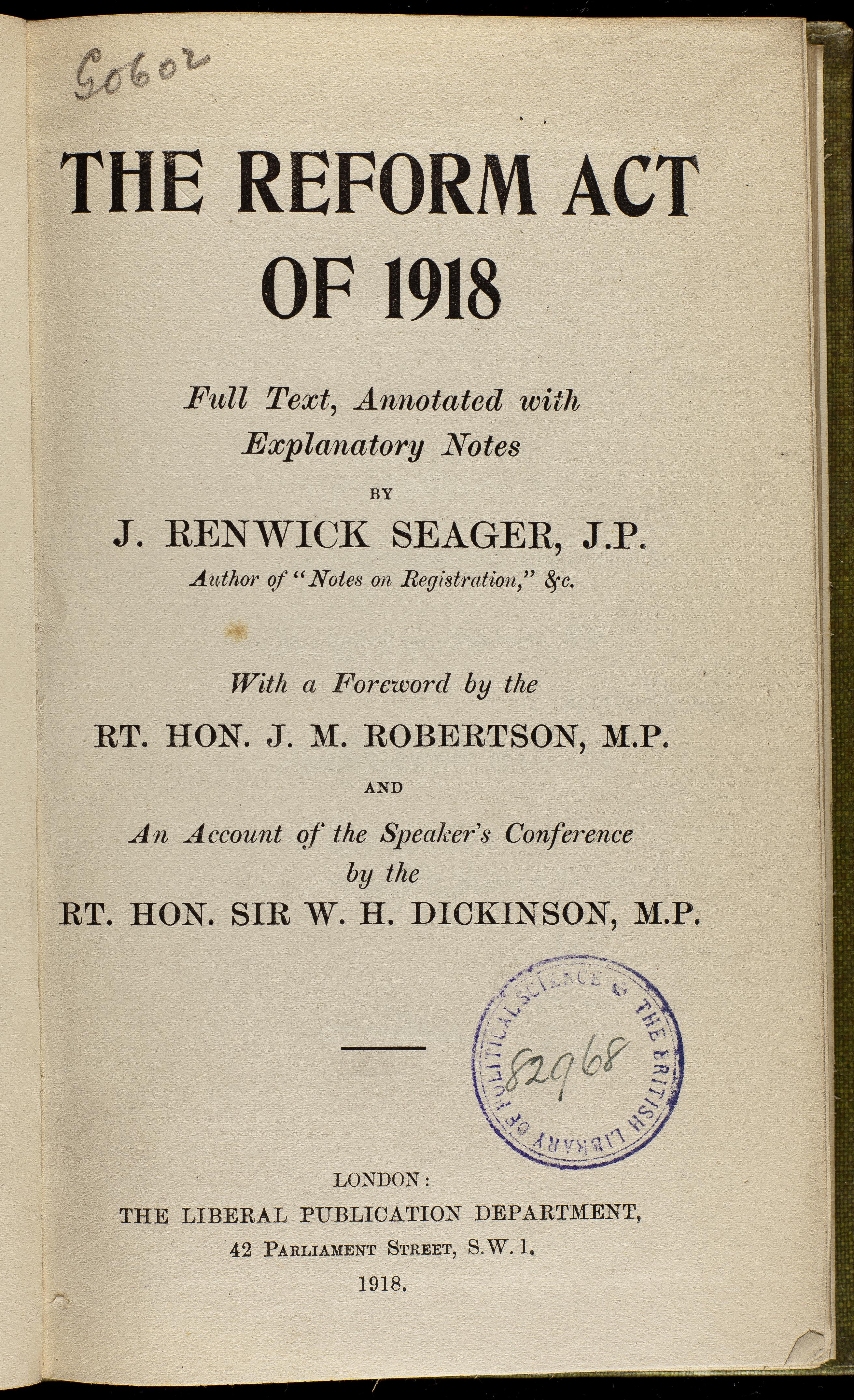
Frontespizio della legge

Il Representation of the People Act 1918 («Legge sulla rappresentanza del popolo», a volte indicato come Fourth Reform Act, «Quarta legge di riforma»), è una legge del Parlamento del Regno Unito approvata il 6 febbraio 1918 ed è alla base del moderno sistema elettorale del paese.
La legge, «più ampia e profonda di qualsiasi altra legge simile nella storia del Regno Unito», erige un sistema elettorale «quasi completamente nuovo».  Oltre alle disposizioni tecniche, rese necessarie dal caos amministrativo creato dalla prima guerra mondiale, le disposizioni principali sono l'istituzione del suffragio universale maschile e del  suffragio censitario per le donne oltre i trent'anni. È la prima legge a riconoscere il diritto di voto delle donne alle elezioni generali del Regno Unito e una delle prime in Europa a permettere alle donne di votare alle elezioni nazionali.
Complessivamente, su una popolazione di 43,5 milioni di abitanti, il numero di elettori nelle elezioni generali passa da 8,3 a quasi 19 milioni, in quanto 12 milioni di uomini e 8,5 di donne ottengono il diritto di voto. Il limite d'età di trent'anni per le donne fa sì che gli uomini costituiscano il 60% dell'elettorato. La legge estende anche il numero degli elettori alle elezioni locali, alle quali una piccola minoranza di donne poteva già votare.